# Policlínico Ferroviario Central

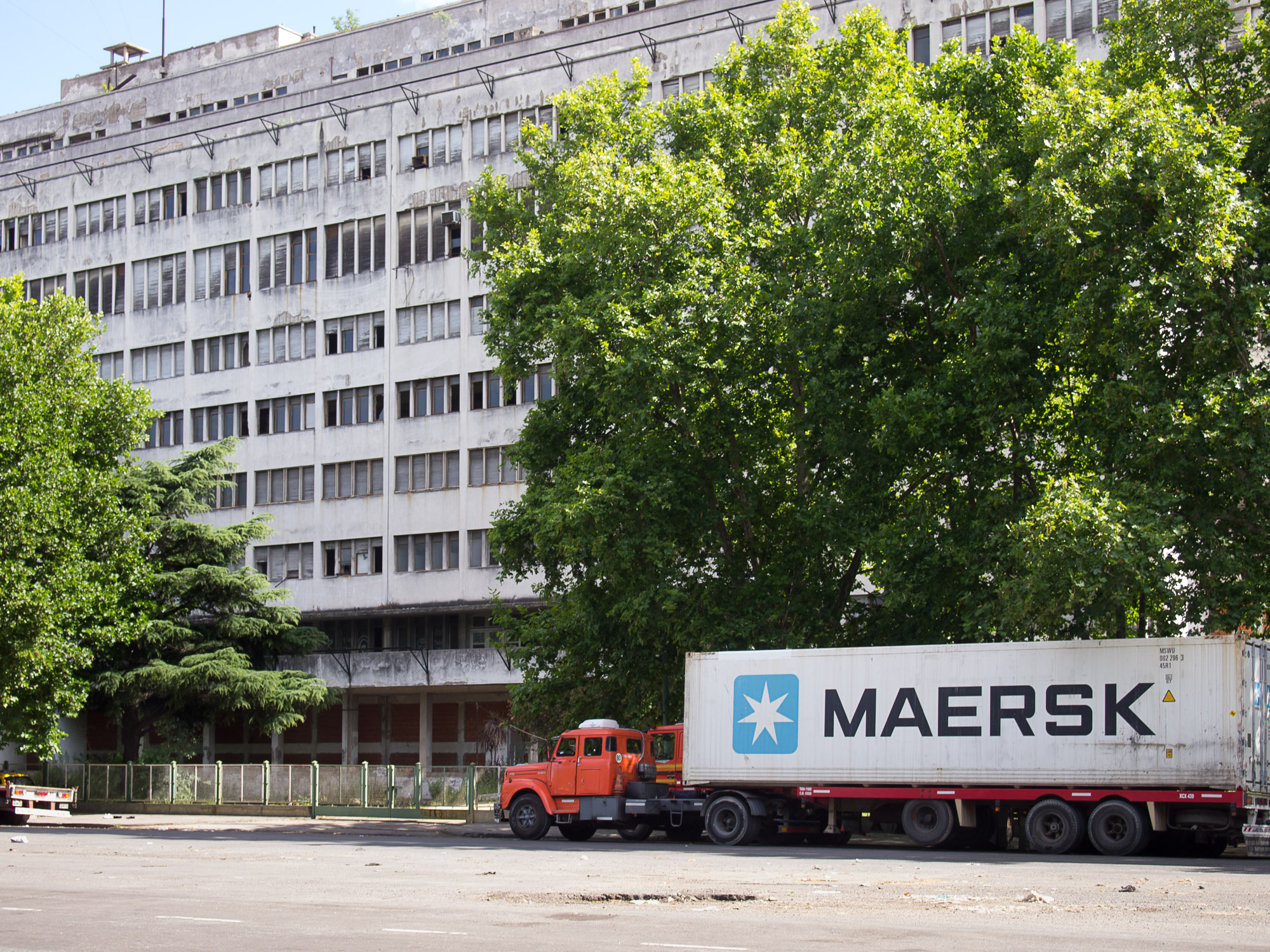
Imagen del edificio en 2024

El Policlínico Ferroviario Central fue un hospital, hoy abandonado ubicado en el barrio de Retiro de la ciudad de Buenos Aires. Inaugurado en 1954 por los sindicatos La Fraternidad y Unión Ferroviaria, funcionó hasta el año 1999, cuando fue clausurado de manera definitiva.
Fue cuna de gran cantidad de especialistas, de gran calidad humana y profesional, excelencia en Residencias Médicas, con profesionales docentes de primer nivel.

## Historia
Un decreto de 1944 del por entonces Ministro de Trabajo y Previsión Juan Domingo Perón, dispuso la donación de varios lotes sin uso de la zona de Puerto Nuevo, que fueron transferidos y vendidos a la Unión Ferroviaria y a La Fraternidad con destino a la construcción del Policlínico Ferroviario Central, el cual comenzó la atención en consultorios externos en 1952, y se inauguró definitivamente dos años después, el 20 de abril de 1954, con un discurso del presidente Juan Domingo Perón. 
El Policlínico Ferroviario es un edificio de nueve pisos y más de 10.000 metros cuadrados, construida por la Dirección General de Asistencia y Previsión Social, que supo tener casi 700 camas para atender a casi 225.000 afiliados de la obra social de los ferroviarios. Se habilitó el 20 de abril de 1954 con 660 camas, luego con los años llegó a contar con más de 700 camas. Es muy importante señalar que el policlínico fue hospital escuela donde los estudiantes hacían sus residencias. Por el aporte de varios médicos que trabajaron en el hospital todos coincidieron en señalar el avance tecnológico entre los más modernos del continente. Fue el primer hospital que contó con una bomba de circulación extracorpórea para operaciones de pulmón traída de Brasil. Asistió a más de 300 pacientes en forma simultánea y fue  sede de encuentros internacionales sobre medicina. El Policlínico Central Ferroviario se abrió con 660 camas, siendo uno de los policlínicos más grandes construidos en el país. Con el derrocamiento del gobierno Constitucional de J.D Perón el hospital sería saqueado por los llamados comandos civiles, grupos paramilitares antiperonistas. En octubre de 1955 mediante un decreto del dictador Eduardo Lonardi parte de los terrenos del Policlínico serían expropiados forzosamente y entregados gratuitamente al patrimonio Jockey Club y otro tanto a la familia Villada Achával, de la esposa del dictador, denunciándose negociados inmobiliarios espurios por parte de los Achával con terrenos públicos con anuencia de Lonardi.
A fines de la  década de los 80, durante el mandato de Alfonsín, el Policlínico entró en decadencia tras la designación de Alejandro Armendáriz al frente del PAMI, denunciándose durante su gestión el desvío de fondos destinados al policlínico y la contratación de prestadoras médicas fantasmas propiedad de legisladores de la UCR que desvían los aportes.
Con el cierre de ramales y la privatización de los servicios ferroviarios durante el gobierno de Carlos Saúl Menem, fue disminuyendo abruptamente la cantidad de empleados ferroviarios.
Durante el cese de actividades del hospital a mediados del año 1999, el cirujano de guardia, Dr. José Porras se manifestó: "Es una decisión que fue tomada por autoridades del gremio de la Unión Ferroviaria hace más de 3 meses, cuando se comenzó a derivar pacientes a diversos centros asistenciales".[cita requerida]
En tanto, el entonces Jefe de Guardia del hospital, Dr. Juan Carlos Santi, aseguró que se hizo "un vaciamiento científico, económico y de pacientes".
No obstante, ambos se mostraron poco optimistas: "Este fue el mejor hospital de América Latina y llegamos a este punto, en que está completamente vacío", concluyó Santi.